# 死刑執行中脱獄進行中 荒木飛呂彦短編集
『死刑執行中脱獄進行中 荒木飛呂彦短編集』（しけいしっこうちゅうだつごくしんこうちゅう あらきひろひこたんぺんしゅう）は、荒木飛呂彦による日本の短編漫画作品集。
1999年11月24日に「SCオールマン愛蔵版」のレーベルで、表題作『死刑執行中脱獄進行中』他3作品を収録した単行本が集英社より発行された（ISBN 978-4-08-782537-4）。収録作品の『岸辺露伴は動かない 〜エピソード16:懺悔室〜』『デッドマンズQ』は、いずれも『ジョジョの奇妙な冒険』Part4『ダイヤモンドは砕けない』の外伝的作品である。
2011年9月16日に集英社コミック文庫としても発売された（ISBN 978-4-08-619277-4）。また、2012年12月21日にはSHUEISHA JUMP REMIX版が発売されたが、『岸辺露伴は動かない 〜エピソード16:懺悔室〜』は未収録。

## 概要
1987年の『ゴージャス★アイリン』に続いて12年ぶり、2冊目の短編単行本。基本的にアイデアを長編連載に使ってしまうため短編をあまり描けずにいるという状況で、編集部からの短編依頼で描かれた作品群をまとめたものである。
作者は巻末解説において、短編を四タイプに分類し、各作品がどれに相当するかを述べている。
- A：登場人物の行動や思いをひたすら追い求めた作品
- B：ほんの短い時間の出来事を切り取って、そこに人生やテーマを閃光のように象徴させる作品
- C：ナンセンスやサスペンス、ムード、デザイン、エロ、グロ。それそのものを描くのを目的とした作品
- D：日記やエッセイ、手紙

## 収録作品

### 死刑執行中脱獄進行中
表題作。『スーパージャンプ』1995年2号掲載（同誌20周年を記念して、2008年21号別冊に再掲載）。死刑の執行を免れんとあがく死刑囚と姿を見せる事も無いまま執行を進めていく監獄側の攻防を描いたサスペンス作品。あとがきによれば、「三十数ページという依頼ページの中で、死刑と脱獄を同時にさせるというアイデアから思いついた、ひたすらサスペンスを描くために描いたサスペンス」であるという。作品タイプC。
あらすじ
殺人の罪で死刑の判決を受けた囚人27号はとある牢獄に通される。彼はそのホテルの一室の様な牢獄で執行を待っていたが、電灯のスイッチを入れようとすれば蜂に刺される、出された食事や椅子には罠が仕込まれており、脱獄を試みてスプーンで壁を掘ればそこに埋まっていたミンチマシーンに指を切断されたりと、次第にその部屋の異質さに気付いていく。実はこの部屋こそが処刑室であり、死刑執行はすでに始まっていたのである。
登場人物
囚人27号
女性を灰皿で撲殺した罪で死刑の判決を受けた死刑囚。自分は人を騙すかもしれないが、自分が騙されるのは大嫌いと語っており、女性を殺害した動機もそれによるものである。判決後、収監された「処刑室」で徐々に死刑の執行へと追い込まれていく。

### ドルチ 〜ダイ・ハード・ザ・キャット〜
『オールマン』1996年11号・12号掲載。転覆したヨットという限られた空間を舞台に一人の人間と一匹の猫が生き残りを懸けて戦う姿を描く。あとがきによれば、登場キャラに猫を使ったのは猫を溺愛している担当編集者に対する皮肉であるという。作品タイプB。
あらすじ
洋上に浮かぶ転覆したヨット。一体の女性の死体とともにそこに乗っていた一級建築士、愛子雅吾とその飼い猫、ドルチはそこで救助隊が来るのを待っていた。しかし、無線も故障し、食料も水も尽きた状況で次第に一人と一匹の仲は険悪なものとなっていき、ついに雅吾は生き延びる為にドルチを食べる事を思いつく。
登場人物
愛子雅吾（あやし まさご）
ヨットの持ち主の一級建築士。32歳。彼女にせがまれヨットで沖に出たが、彼女が甲板で服を脱ぎだしたのに気をとられ、ヨットを暗礁に激突させてしまう。その後飼い猫のドルチと共に洋上で救助隊を待っていたが助けは来ず、そのまま食料が尽きて5日目に飴玉を見つけるも、ドルチとのサイコロ勝負に負けて食べられてしまう。その恨みと、生き延びるために用意していたもう一つの手段がうまくいかなかった事からドルチを食べて生き延びようとする。
ドルチ
雅吾の飼い猫。ブリティッシュ バイカラー ショートヘアーの雑種。3歳オス。漂流中の船の中で雅吾の心の支えとなっており、雅吾の酔狂から服を着せられたりしていた。そんな中自分が見つけ出した飴玉を雅吾に取られ、その後のサイコロ勝負で取り返すがそれが雅吾の怒りを買い、命を狙われる。サイコロ勝負のルールを理解できる程頭が良く、物語の終盤ではなぜか人語を喋っている。
雅吾の彼女
雅吾の彼女。登場時にすでに死亡しており、名前は雅吾が「アイ…だっけ。マイだったっけ？」と語るのみで詳細は不明。雅吾にヨットでの航海をせがんだ張本人で、ヨットの転覆後溺れ死んだ。

### 岸辺露伴は動かない 〜エピソード16:懺悔室〜
『週刊少年ジャンプ』1997年30号掲載。『ジョジョの奇妙な冒険』Part4『ダイヤモンドは砕けない』の登場人物、岸辺露伴をメインとした短編『岸辺露伴は動かない』シリーズの第一作。作品タイプB。

### デッドマンズQ
『オールマン』1999年12号 - 14号掲載、全3話で、エピソードは1話と2・3話の2つ。『ジョジョの奇妙な冒険』Part4『ダイヤモンドは砕けない』の登場人物である吉良吉影と思しき人物の「霊」が主人公として登場する。また、「屋敷の幽霊」「魂を食べる生き物」など、後のPart6に通じた部分が見られる。後に出版されたコンビニコミック版の『ダイヤモンドは砕けない』シリーズの最終巻にも収録されている。作品タイプA。
あらすじ
記憶を失った幽霊吉良吉影は心の平穏を求めて殺し屋をしていた。しかし幽霊であるゆえに行動に制約が多く、思うように遂行出来ないことに苛立ちを感じていた。
そんな中、依頼主の尼僧から「『軍人の家に住む者』の殺害」として、幽霊屋敷ならぬ「屋敷の幽霊」に住む者の殺害を命じられ、S市杜王区を訪れる。
登場人物
吉良吉影（きら よしかげ）
心の平穏を求めて殺し屋をしている幽霊。自分の名前や生前の価値観はわかるが、いつ・どのようにして死んだかなどといった記憶を失っており、また天国へは決して行けないであろうことは理解している。彼がPart4の吉良吉影であることは示唆されているが明言されず、スタンドを使えるような描写も存在しない。
標的の男
15年前に起きた「樫の木坂児童連続殺人事件」の犯人。山岡という女の家にかくまわれていたが、依頼者の「最も恥をかかせる形で殺して欲しい」との要望から時効寸前に吉良に殺害された。
女坊主（あま）
吉良への殺人の依頼を仲介している尼僧。吉良に「軍人の家に住む者」の殺害を依頼する。なぜか吉良のような幽霊が見え、会話ができている。しかしあくまでビジネス上のつながりであるらしく、家の幽霊に殺されかけた（死んでいるので魂を消されかけた？）吉良には「事と次第によっては『あの世』が本当にあるのかどうか自分で体験させてやる」と殺意すら抱かれている。
魂の掃除屋
「軍人の家の幽霊」にあった卵から生まれた存在。幽霊を侵食し、別の存在に変える。この呼称はその様子を見た吉良の推測に基づくもの。

## 舞台
死刑執行中脱獄進行中
2015年11月 - 12月、天王洲  銀河劇場ほかで上演。主演は森山未來（共同振付としても担当）、構成・演出・振付は長谷川寧。
荒木飛呂彦の作品としては初の舞台化作品で、内容は表題作『死刑執行中脱獄進行中』に『ドルチ 〜ダイ・ハード・ザ・キャット〜』を織り交ぜたものになると明かされている。